# Ante Rebić
Ante Rebic (n. 21 septembrie 1993, Split, Croația) este un fotbalist croat, care joacă pe post de atacant la Lecce în Serie A. Pe plan internațional, are prezențe la națională pentru Croația U-19⁠(d), Croația U-20⁠(d), Croația U-21⁠(d) și Croația.
Și-a început cariera la RNK Split, iar în 2013 a semnat cu clubul de Serie A Fiorentina pentru o sumă de transfer necunoscută. El și-a petrecut cea mai mare parte a timpului împrumutat la RB Leipzig, Hellas Verona și Eintracht Frankfurt. Rebić a fost transferat definitiv de Eintracht Frankfurt în iulie 2018.
Rebić și-a făcut debutul pentru Croația în 2013, același an în care a fost votat Speranța Anului în fotbalul croat. Și-a reprezentat echipa la Campionatele Mondiale din 2014 și 2018, ajungând în finala ultimului.

## Cariera pe echipe

### Tineret
Rebić și-a început cariera la echipele de juniori ale lui Vinjani înainte de a se transfera la Imotski în 2008, unde a petrecut două sezoane. După mai multe meciuri bune făcute la un turneu din Italia în 2010, unde a jucat la echipa de tineret a lui Hajduk Split, Rebić a fost cumpărat de RNK Split de Darko Butorović.

### RNK Split
Rebić și-a făcut debutul pentru prima echipă împotriva lui Dinamo Zagreb, la 21 mai 2011, în ultima rundă a Prva HNL din 2010-2011, intrând ca rezervă în cea de-a doua repriză. Meciul s-a încheiat cu o remiză scor 1-1, cu Rebić marcând golul egalizator. În august 2011, Rebić a semnat un contract pe trei ani cu RNK Split. În sezonul 2011-2012, Rebić a marcat cinci goluri în douăzeci de meciuri, dintre care patru le-a înscris din postura de rezervă. În sezonul 2012-2013, Rebić a marcat zece goluri în douăzeci și nouă de apariții. Descurcându-se bine atât la club, cât și la echipa națională, Rebić a atras atenția atât din partea mass-mediei, cât și din partea lumii fotbalului, ceea ce a stârnit interesul unor cluburi, printre care Fiorentina, Tottenham Hotspur și Swansea City.

### Fiorentina

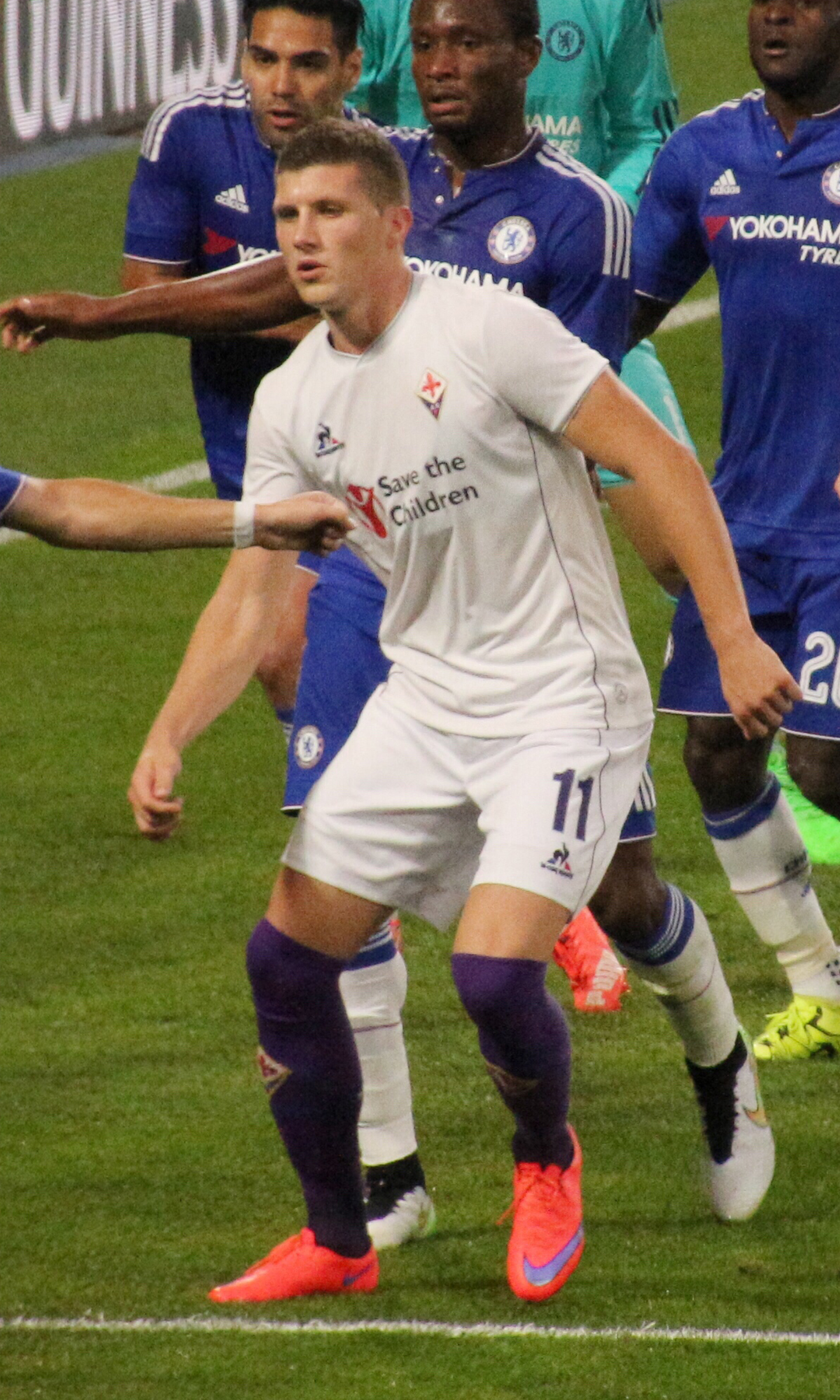
Rebić jucând pentru Fiorentina împotriva lui Chelsea în 2015

La 28 august 2013, Rebić a semnat un contract pe cinci ani cu Fiorentina, pentru o sumă de transfer nedivulgată presei. După ce a trecut vizita medicală, i sa dat tricoul cu numărul 9. El a debutat pe 30 septembrie, intrând în minutul 36 în locul coechipierului său accidentat, Giuseppe Rossi, într-o remiză scor 2-2 împotriva Parmei. În timpul meciului de debut, a suferit o accidentare care l-a ținut pe tușă timp de trei săptămâni. Rebić a mai jucat trei meciuri pentru Fiorentina înainte de a marca primul său gol pe 8 ianuarie 2014, cel de-al doilea al victoriei de pe teren propriu cu 2-0 din Coppa Italia, împotriva lui Chievo Verona. Pe 18 mai a marcat primul său gol în Serie A în egalul cu Torino scor 2-2 de pe Stadio Artemio Franchi, la două minute după ce l-a înlocuit Manuel Pasqual.
Pe 3 august 2014, Rebić a semnat cu clubul de 2. Bundesliga RB Leipzig, fiind împrumutat pentru un sezon. După încheierea împrumutului său la Leipzig, Rebić s-a întors la Fiorentina și a primit tricoul numărul 11, purtat anterior de Juan Cuadrado, și a fost folosit în principal ca aripa stângă. El și-a făcut debutul european la echipă pe 1 octombrie, într-o înfrângere scor 4-0 cu Belenenses în Europa League. În următorul meci în această competiție, Rebić a fost eliminat pentru un fault imprudent făcut în prelungirile partidei, într-o înfrângere scor 2-1 cu Lech Poznań. Pe 1 noiembrie a marcat primul său gol în Serie A, într-o victorie cu 4-1 împotriva lui Frosinone.
După ce a jucat în șase partide și a înregistrat o singură înfrângere pentru Fiorentina, Rebić a fost împrumutat la Hellas Verona la 14 ianuarie 2016. Cu toate acestea, el nu a reușit să înscrie în nouă apariții, iar Verona a fost retrogradată în Serie B. La 20 martie, ca înlocuitor al lui Giampaolo Pazzini, a fost eliminat pentru două cartonașe galbene la sfârșitul unei pierderi pierdute cu 2-1 la Carpi pe Stadio Marc'Antonio Bentegodi.

### Eintracht Frankfurt

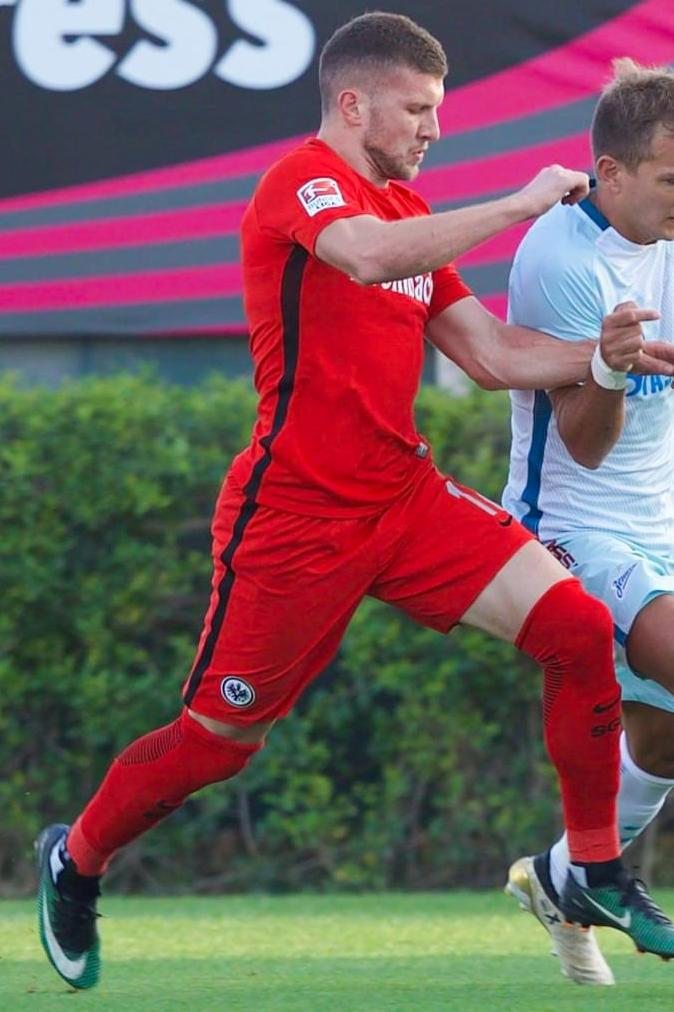
Rebić într-un meci pentru Eintracht Frankfurt în ianuarie 2017

Rebić s-a alăturat echipei Eintracht Frankfurt pe 11 iulie 2016, reunindu-se cu fostul antrenor al echipei naționale, Niko Kovač. După o scurtă perioadă de indisponibilitate cauzată de mononucleoză, Rebić și-a făcut debutul pe 17 septembrie împotriva lui Bayer Leverkusen, înlocuindu-l pe Marco Fabián în victoria cu 2-1. La 5 februarie 2017 a marcat primul său gol pentru noua sa echipă în victoria scor 2-0 cu Hesse SV Darmstadt 98 pe Commerzbank Arena. La 27 mai, el a egalat în finala DFB-Pokal din 2017, însă Frankfurt a pierdut cu 2-1 la Borussia Dortmund.
La 31 august 2017, Rebić a fost împrumutat pentru a doua oară la Frankfurt pentru încă un an cu opțiune de cumpărare. În toate competițiile a marcat nouă goluri și a dat trei pase de gol în acel sezon. Printre acestea s-au numărat două goluri marcate pe 19 mai în finala DFB-Pokal din 2018, o victorie cu 3-1 care i-a adus clubului prima lui cupă din 1988 și i-a refuzat lui Bayern München realizarea dublei. La încheierea sezonului, Eintracht Frankfurt și-a exercitat opțiunea de a-l achiziționa definitiv pe Rebić pentru 2 milioane de euro.
La 10 august 2018, Rebić a semnat un nou contract care va dura până în iunie 2022. El a fost urmărit demai  cluburi, printre care Manchester United, Tottenham Hotspur, Bayern München și Sevilla, iar Frankfurt și-a pierdut câțiva jucători importanți, printre care și Kovač, care a fost vândut la Bayern. Două zile mai târziu, Frankfurt a pierdut în DFL-Supercup 2018  acasă cu aceaași echipă, cu Rebić intrând în minutul 64.

## Cariera internațională

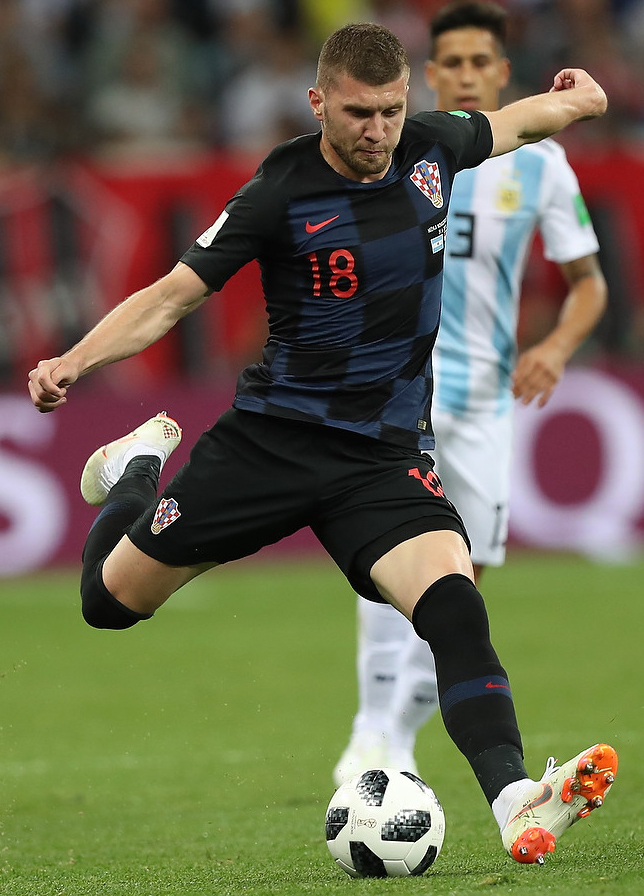
Rebiș joacă pentru Croația împotriva Argentinei la Cupa Mondială de la FIFA 2018

La 31 iulie 2013, Rebić a fost convocat pentru prima dată la echipa națională, înaintea unui amical cu Liechtenstein. El l-a înlocuit pe Ivica Olić în minutul 63 și patru minute mai târziu a marcat în meciul câștigat cu 3-2. A fost lăudat de selecționerul Igor Štimac după meci.
La sosirea noului antrenor al echipei naționale Niko Kovač, fostul său antrenor al Croației U21, Rebić a fost chemat pentru meciurile de play-off contând pentru calificările la Campionatul Mondial împotriva Islandei în noiembrie 2013. El a intrat din postura de rezervă în ambele meciuri, în urma cărora Croația și-a asigurat locul la Campionatul Mondial din 2014, câștigând 2-0 la general.
Rebić a fost numit în lotul final de 23 de jucători al lui Kovač pentru turneul din Brazilia. El a luat parte la meciul de deschidere împotriva gazdelor turneului din São Paulo, intrând spre finalul partidei într-o înfrângere cu 3-1. El a intrat de pe bancă și în următoarele două meciuri, însă Croația a fost eliminată, iar Rebić a rezistat doar 20 de minute pe teren în partida disputată în fața Mexicului, fiind eliminat în urma unui fault la Carlos Peña.
Din iunie 2015 până în noiembrie 2017, Rebić nu a fost convocat la naționala Croației. El a fost numit în lotul final al managerului Zlatko Dalić pentru Campionatul Mondial din 2018 din Rusia. În al doilea meci din grupe împotriva Argentinei din Nijni Novgorod, el l-a lobat pe portarul Willy Caballero după o greșeală a acestuia deschizând scorul în victoria croată cu 3-0. În meciul din optimi împotriva Danemarcei, el a avut șansa de a marca aproape de sfârșitul timpului suplimentar, dar a fost faultat de Mathias Jørgensen; Luka Modrić a ratat penaltiul care a rezultat în urma faultului, dar croații au câștigat la loviturile de departajare. Rebić a început ca titular în finală și a fost înlocuit de Andrej Kramarić după 71 de minute, cu Croația pierzând cu 4-2 în fața Franței pe stadionul Lujniki.

## Statistici privind cariera

### Club
Din 5 mai 2019
| Club                | Sezon         | Campionat         | Campionat | Campionat | Cupă    | Cupă   | Europa  | Europa | Altele  | Altele | Total   | Total  |
| Club                | Sezon         | Divizie           | Meciuri   | Goluri    | Meciuri | Goluri | Meciuri | Goluri | Meciuri | Goluri | Meciuri | Goluri |
| ------------------- | ------------- | ----------------- | --------- | --------- | ------- | ------ | ------- | ------ | ------- | ------ | ------- | ------ |
| RNK Split           | 2010–2011     | Prima Ligă Croată | 1         | 1         | 0       | 0      | –       | –      | –       | –      | 1       | 1      |
| RNK Split           | 2011–2012     | Prima Ligă Croată | 20        | 5         | 0       | 0      | 3       | 0      | –       | –      | 23      | 5      |
| RNK Split           | 2012–2013     | Prima Ligă Croată | 29        | 10        | 0       | 0      | –       | –      | –       | –      | 29      | 10     |
| RNK Split           | 2013–2014     | Prima Ligă Croată | 4         | 0         | 0       | 0      | –       | –      | –       | –      | 4       | 0      |
| RNK Split           | Total         | Total             | 54        | 16        | 0       | 0      | 3       | 0      | 0       | 0      | 57      | 16     |
| Fiorentina          | 2013–2014     | Serie A           | 4         | 1         | 1       | 1      | –       | –      | –       | –      | 5       | 2      |
| Fiorentina          | 2015–2016     | Serie A           | 4         | 1         | 1       | 0      | 2       | 0      | –       | –      | 7       | 1      |
| Fiorentina          | Total         | Total             | 8         | 2         | 2       | 1      | 2       | 0      | 0       | 0      | 12      | 3      |
| Leipzig (împrumut)  | 2014–2015     | 2. Bundesliga     | 10        | 0         | 1       | 0      | –       | –      | –       | –      | 11      | 0      |
| Verona (împrumut)   | 2015–2016     | Serie A           | 10        | 0         | 0       | 0      | –       | –      | –       | –      | 10      | 0      |
| Eintracht Frankfurt | 2016–2017     | Bundesliga        | 24        | 2         | 4       | 1      | –       | –      | –       | –      | 28      | 3      |
| Eintracht Frankfurt | 2017–2018     | Bundesliga        | 25        | 6         | 3       | 3      | –       | –      | –       | –      | 28      | 9      |
| Eintracht Frankfurt | 2018–2019     | Bundesliga        | 26        | 9         | 0       | 0      | 8       | 1      | 1       | 0      | 35      | 10     |
| Eintracht Frankfurt | Total         | Total             | 75        | 17        | 7       | 4      | 8       | 1      | 1       | 0      | 91      | 22     |
| Total carieră       | Total carieră | Total carieră     | 139       | 35        | 10      | 5      | 13      | 1      | 1       | 0      | 163     | 41     |

### Internațional
Din 24 martie 2019 
| Croația | Croația | Croația |
| An      | Meciuri | Goluri  |
| ------- | ------- | ------- |
| 2013    | 3       | 1       |
| 2014    | 5       | 0       |
| 2015    | 2       | 0       |
| 2016    | 0       | 0       |
| 2017    | 2       | 0       |
| 2018    | 14      | 1       |
| 2019    | 2       | 1       |
| Total   | 28      | 3       |

### Goluri internaționale
Din 24 martie 2019. Rubrica scor indică scorul după fiecare gol marcat de Rebić. 
| Nr. | Dată           | Stadion                                          | Selecție | Adversar      | Scor | Rezultat | Competiție                    |
| --- | -------------- | ------------------------------------------------ | -------- | ------------- | ---- | -------- | ----------------------------- |
| 1   | 14 august 2013 | Stadionul Rheinpark, Vaduz, Liechtenstein        | 1        | Liechtenstein | 2-1  | 3-2      | Amical                        |
| 2   | 21 iunie 2018  | Stadionul Nizhny Novgorod, Nijnî Novgorod, Rusia | 18       | Argentina     | 1-0  | 3-0      | Campionatul Mondial din 2018  |
| 3   | 24 martie 2019 | Groupama Arena, Budapesta, Ungaria               | 28       | Ungaria       | 1-0  | 1-2      | Calificările pentru Euro 2020 |

## Titluri
Eintracht Frankfurt
Croația
- Finalist Campionatul Mondial: 2018[39]

Individual
- Speranța anului în Croația: 2013

Decorații
- Ordinul ducelelui Branimir cu panglică: 2018[40]